# Сасівська (пам'ятка природи)
Са́сівська — ботанічна пам'ятка природи місцевого значення в Україні. Розташована в межах Золочівського району Львівської області, на схід від села Сасів. 
Площа 130 га. Створена рішенням Львівського облвиконкому від 07.01.1991 року № 345 з метою збереження високопродуктивних грабово-букових лісів в трав'яному покриві яких знаходяться види, що занесені до Червоної книги України. Перебуває у віданні ДП «Золочівський лісгосп» (Сасівське лісництво, кв. 41, 42, 44, 45, 46). 
Входить до складу Національного природного парку «Північне Поділля»